# Ekow Eshun
Ekow Eshun (Londres, 1968) és el director artístic de l'Institute of Contemporary Arts de Londres (ICA). És un dels comentaristes culturals més importants del Regne Unit i una guardonada figura de la ràdio i la televisió.
Sovint presenta el Newsnight Review de la BBC i col·labora en publicacions com The Guardian, The Observer, The Sunday Times, Vogue i New Statesman. De 1996 a 1999, Eshun fou editor de la revista Arena quan va prendre possessió del càrrec a l'edat de 28 anys, era l'editor més jove d'una revista per homes. Prèviament, fou editor adjunt en la revista The Face. L'any 1999, fou nominat Editor de l'Any en els premis atorgats per la Societat Britànica d'Editors de Revistes.
És l'autor de les memòries Black Gold of the Sun: Searching for home in Africa and England (Penguin, 2005). Descrites pel diari The Independent com «escandalosament brillants, honestes i corprenedores», l'any 2006 van ser nominades per al Premi Orwell de literatura política. L'any 2005 va ser nomenat director artístic del ICA, i l'any 2006, Eshun fou guardonat amb un doctorat honoris causa per la Universitat Metropolitana de Londres per la seva aportació a les arts. L'any 2007, el diari New Nation el va considerar un dels 50 negres més influents del Regne Unit, i també va obtenir el sisè lloc en la llista dels 50 negres més poderosos als mitjans del diari The Guardian. Eshun és membre del consell directiu de la Universitat de les Arts (Londres), també forma part del Fourth Plinth Commissioning Group de Trafalgar Square i del Fòrum Assessor en Cultura i Creativitat per als jocs olímpics de Londres. És llicenciat en Ciències Polítiques i Història per la London School of Economics.